# چارلستون شمالی (کارولینای جنوبی)
نورت چارلستن(به انگلیسی: North Charleston) شهری در ایالت کارولینای جنوبی کشور ایالات متحده آمریکا است که جمعیت آن در سرشماری سال ۲۰۱۰ میلادی، ۹۷٬۴۷۱ نفر بوده‌است.
چارلستون شمالی سومین شهر بزرگ در ایالت کارولینای جنوبی ایالات متحده است که دارای مناطقی در شهرستان‌های برکلی، چارلستون و دورچستر است. در ۱۲ ژوئن ۱۹۷۲، شهر چارلستون شمالی ثبت شد و به عنوان نهمین شهر بزرگ در کارولینای جنوبی رتبه‌بندی شد. طبق سرشماری سال ۲۰۲۰، چارلستون شمالی دارای جمعیت ۱۱۴۸۵۲ نفر و مساحتی بیش از ۷۶٫۶ مایل مربع (۱۹۸٫۵ کیلومتر مربع) بود. همان‌طور که توسط دفتر مدیریت و بودجه ایالات متحده تعریف شده‌است، برای استفاده توسط اداره سرشماری ایالات متحده و سایر سازمان‌های دولتی ایالات متحده فقط برای اهداف آماری، چارلستون شمالی در منطقه شهری چارلستون-نورث چارلستون-سامرویل و منطقه شهری چارلستون-نورث چارلستون گنجانده شده‌است. چارلستون شمالی یکی از مراکز صنعتی بزرگ ایالت است و برترین شهر ایالت در فروش ناخالص خرده فروشی است.

## نگارخانه

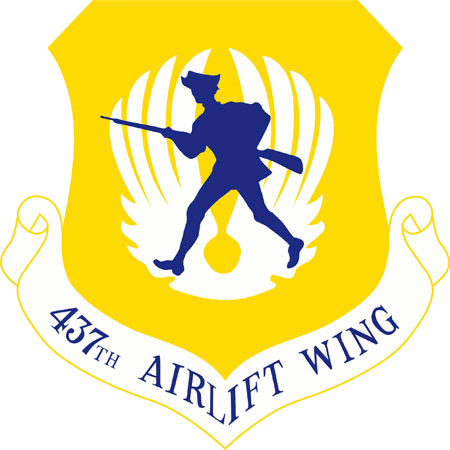
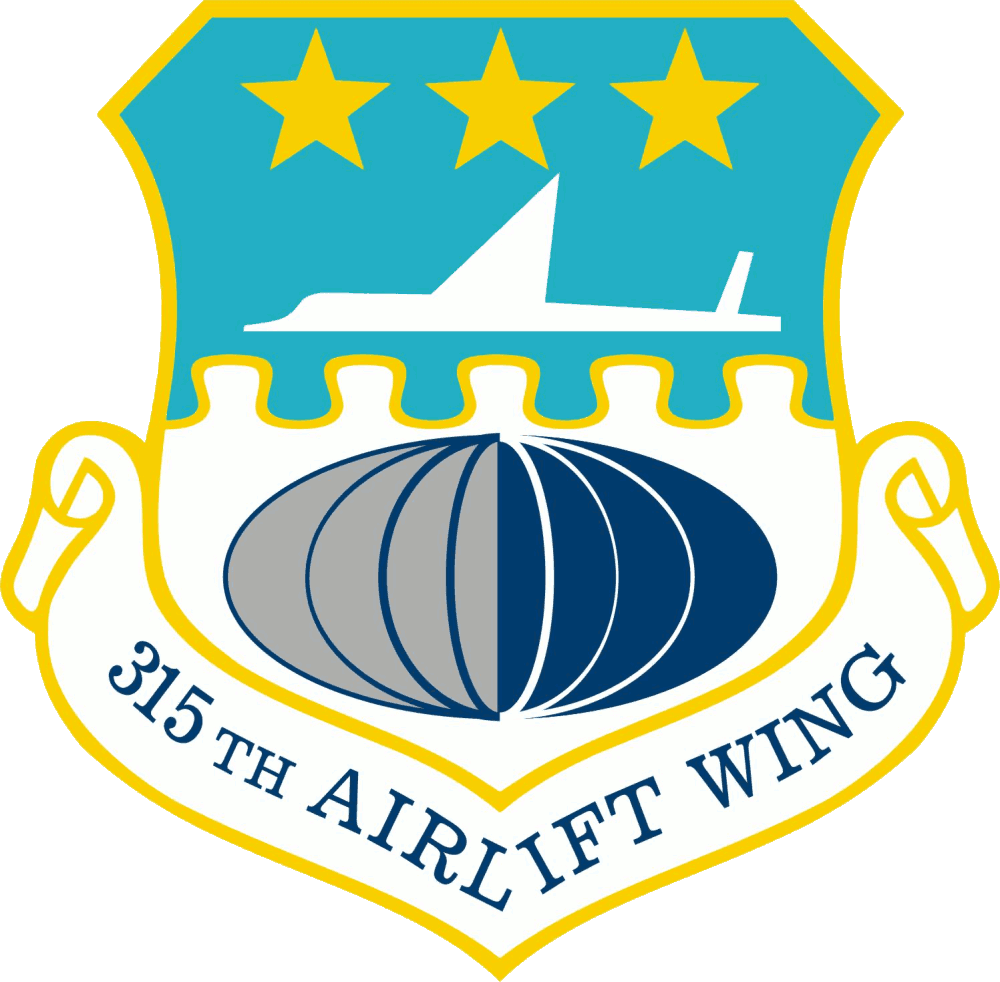
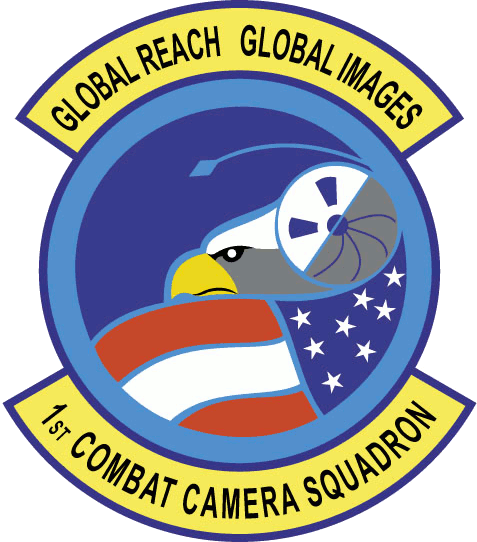
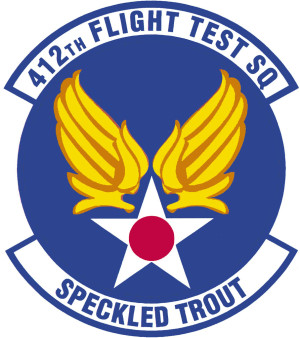